# مغنولية بالنسية
ماغنوليا بالنسية (الاسم العلمي:Magnolia balansae) هي نوع من النباتات تتبع جنس الماغنوليا من الفصيلة الماغنولية.